# Antibes
Antibes (uradno Antibes Juan les pins, okcitansko/provansalsko Antíbol /Joan dei Pins) je letoviško mesto in občina v jugovzhodnem francoskem departmaju Alpes-Maritimes regije Provansa-Alpe-Azurna obala, ob Sredozemskem morju. Mesto ima okoli 75.000 prebivalcev.

## Geografija
Antibes leži na Azurni obali med Cannesom in Nico, na vzhodni strani polotoka Garoupe. Sestavljen je iz več četrti, od katerih pomembnejše so poleg samega središča še Cap d'Antibes, Juan-les-Pins, La Croix Rouge, La Fontonne, Les Semboules, Saint-Jean, Saint-Maymes, Nova Antipolis in Super Antibes.
Na ozemlju občine se v Sredozemsko morje izliva 21 km dolga priobalna rečica Brague.

## Administracija
Antibes je sedež dveh kantonov:
- Kanton Antibes-Biot (del občine Antibes, občina Biot: 38.494 prebivalcev),
- Kanton Antibes-Center (del občine Antibes: 28.943 prebivalca).

Del ozemlja občine se nahaja v kantonu Vallauris-Antibes-Zahod s sedežem v Vallaurisu. Vsi trije kantoni so sestavni deli okrožja Grasse.

## Zgodovina
Ozemlje Antibesa so v starem veku naseljevala ligurska plemena. Starogrški Antipolis je bil ustanovljen kot kolonija Massalije v 6. stoletju pred našim štetjem nasproti mestu Nikeji, omenjen v Strabonovi Geografiji.
V rimskem času se je preimenoval v Civitas Antipolitana, leta 43 pred našim štetjem izgubil status svobodnega Marseillskega mesta in pripadel rimski provinci Galiji Narbonensis.
V 17. stoletju je mesto dobilo obzidje s trdnjavami, zgrajeno pod Vaubanom, večinoma porušeno v 60. letih 19. stoletja.

## Zanimivosti
- nekdanja katedrala Notre-Dame de la Garoupe, danes v njej poteka od januarja do marca Festival d'Art Sacré,
- župnijska cerkev s kapelo sv. Duha in Grimaldijevim stolpom, zgrajena v 12. stoletju na mestu nekdanje starokrščanske cerkve,
- grad Grimaldijev, danes Muzej Picasso, iz 15. in 16. stoletja,
- trdnjava Fort carré,
- svetilnik Garoupe.

## Pobratena mesta
- Ålborg (Jutland, Danska),
- Desenzano del Garda (Lombardija, Italija),
- Eilat (Izrael),
- Kinsale (Munster, Irska),
- Newport Beach (Kalifornija, ZDA),
- Olimpija (Grčija),
- Schwäbisch Gmünd (Baden-Württemberg, Nemčija).